# Pontylazacalakúak
A pontylazacalakúak (Characiformes) a csontos halak (Osteichthyes) főosztályának sugarasúszójú halak (Actinopterygii) osztályába tartozó rend.

## Rendszerezés
A rendbe az alábbi 16 család tartozik:
- Acestrorhynchidae
- Alestidae
- Anostomidae
- Pontylazacfélék (Characidae)
- Chilodontidae
- Citharinidae
- Ctenoluciidae
- Curimatidae
- Cynodontidae
- Erythrinidae
- Szekercelazacok (Gasteropelecidae)
- Hemiodontidae
- Hepsetidae
- Lebiasinidae
- Parodontidae
- Prochilodontidae